# James Albert McDonald
Pour les articles homonymes, voir James McDonald et McDonald.
James Albert "Long Jim" McDonald (3 avril 1870-20 mars 1957) est un homme politique canadien de la Colombie-Britannique. Il est député provincial libéral de Nelson d'une élection partielle en 1927 à 1957.

## Biographie
Né à Dalhousie au Nouveau-Brunswick, McDonald s'installe à Nelson et y opère une usine de fabrication de confitures. 
Il est également maire de la ville de Nelson.
McDonald meurt à Nelson en mars 1957 à l'âge de 86 ans.